# バトリ勝悟
バトリ 勝悟（バトリ しょうご、本名：馬鳥 尚悟〈読み同じ〉、1995年5月31日 - ）は、日本の男性声優。アクセント所属。東京都出身。

## 人物
フィリピン・アメリカ・日本のハーフ。
日本芸術専門学校卒業。
2016年3月13日に第10回声優アワード新人発掘オーディションに参加。声優事務所によるスカウト形式で、参加者中最多の15社から札が上がって合格し、アクセントに所属。
特技は歌、アクション。趣味はカラオケ、ゲーム、読書、掃除。

## 出演
太字はメインキャラクター。

### テレビアニメ
2016年
- カードファイト!! ヴァンガードG シリーズ（2016年 - 2018年、東海林カズマ） - 2シリーズ

2017年
- ゼロから始める魔法の書（熊の獣堕ち）
- 将国のアルタイル（アラバ族A）
- 異世界食堂（ゲルパ）
- 恋と嘘（西野）
- NEW GAME!!（スパイダーレッド）
- 僕の彼女がマジメ過ぎるしょびっちな件（カップル男子）
- 戦刻ナイトブラッド（兵士）
- 牙狼〈GARO〉-VANISHING LINE-（2017年 - 2018年、副隊長、男C）

2018年
- 三ツ星カラーズ（アフロ）
- HUGっと!プリキュア（ネコ）
- イナズマイレブン オリオンの刻印（2018年 - 2019年、アンドレアス・ベボ）

2019年
- ブギーポップは笑わない（売人）
- キャロル&チューズデイ（スキップバンドメンバーC、スキップバンドメンバー）
- ファンタシースターオンライン2 エピソード・オラクル（アークス）

2020年
- 白猫プロジェクト ZERO CHRONICLE（ファイオス）

2022年
- よふかしのうた（水着男子A）

2023年
- AIの遺電子（男子生徒B）
- 冒険大陸 アニアキングダム（カブトムシ）
- ゾン100〜ゾンビになるまでにしたい100のこと〜（不良B）

2024年
- 異世界でもふもふなでなでするためにがんばってます。（トリスタン）
- ばいばい、アース（2024年 - 2025年、クラウド） - 2シリーズ

2025年
- Unnamed Memory Act.2（カル）
- 謎解きはディナーのあとで（松下広明）
- ずたぼろ令嬢は姉の元婚約者に溺愛される（若い男）

### 劇場アニメ
- アラーニェの虫籠（2018年、未可耶[7]）
- 映画 プリキュアオールスターズF（2023年、レッサーアーク）

### Webアニメ
- DEVILMAN crybaby（2018年、陸上部員B）
- 紅き大魚の伝説（2018年[8]）
- みにヴぁん ら〜じ（2022年、東海林カズマ）

### ゲーム
2010年代
- 白猫プロジェクト（2014年、ファイオス）
- アルケミアストーリー（2015年、YOME）
- 円環のパンデミカ code-S-（2016年、黒依カント）
- クイズRPG 魔法使いと黒猫のウィズ（2016年、ライナー・バルハウス）
- パラノーマルキス -Paranormal Kiss-（2017年、朝日奈幹、鑑種凪威斗）
- メギド72（2019年 - 2023年、ヒュトギン、ロキ）

2020年代
- バイオハザード レジスタンス（2020年、サミュエル・ジョーダン）
- エンゲージソウルズ（2020年、ハンリン）
- 夢職人と忘れじの黒い妖精（2022年、エンプ）
- パニシング:グレイレイヴン（2022年、如日天)
- 護縁（2024年、ドラゴン）

### 吹き替え

#### 担当俳優
エイサ・バターフィールド
- あなたの、私のクリスマス？（ジェームズ）
- あなたの、私のクリスマス？2（ジェームズ）
- セックス・エデュケーション（オーティス・ミルバーン）

#### 映画
- アイヒマン・ショー/歴史を映した男たち
- アサシネーション・ネーション
- アトラクション -侵略-
- アバター:ウェイ・オブ・ウォーター（ロアク〈ブリテン・ダルトン〉[16]）
- アニマルクラッカー 〜まほうのサーカス〜
- アマチュア（男子生徒）
- アリータ: バトル・エンジェル（ウイングマン2）
- アワ ～私は私の道を行く～（エルワン〈ティトワン・ジャビエ〉）
- ウィー・ハブ・ア・ゴースト ～屋根裏のアーネスト～（フルトン・プレスリー）
- 飢えた侵略者（ティキュル）
- オーヴァーロード ※海外盤BD版
- オールド・ダッド（アスペン・ベル〈マイルズ・ロビンス〉）※Netflix版
- オブ・アン・エイジ（コル〈イライアス・アントン〉）
- オレたちの聖戦
- 俺の過ち（マリオ〈ルーカス・ナボール〉）
- キャットファイト（キッブ〈ジュリアン・ヤオ・ジョイエロ〉）※Netflix版
- キル・ボクスン
- キングスマン:ゴールデン・サークル（リアム〈トーマス・ターグーズ〉[17]）
- クロノス・コントロール（アンドリュー〈ユリアン・シャフナー〉）
- ゴールド/金塊の行方
- コカイン・ベア（口ひげ〈アーロン・ホリデー〉）
- ゴジラ キング・オブ・モンスターズ（ヘンドリックス[18]）
- この茫漠たる荒野で
- search/サーチ
- ザ・スイッチ（ブッカー[19]）
- 彷徨い（セバスチャン〈サミュエル・スモール〉）
- スカイスクレイパー
- 隻眼の虎（チョン・ソク）
- Saltburn（ファーリー〈アーチー・マデクウィ〉）
- ダンプリン
- DJにフォーリンラブ
- ドランク・ペアレンツ 酔っ払い夫婦の大逆転（ジェイソン〈ベン・プラット〉）
- トリコ・トリ：ハッピー・ハロウィン（ジョージ〈ニック・メリコ〉）
- ドント・ルック・アップ
- ナイトティース（ベニー〈ホルヘ・レンデボルグ・Jr.〉）
- ネオン・デーモン（ディーン〈カール・グルスマン〉）
- パーフェクト・デート
- ハラ（ジェシー〈ジャック・キルマー〉）
- ファースト・マッチ
- ファイティング・ファミリー（ザック〈ジャック・ロウデン〉）
- ファイブ・フィート・アパート（ジェイソン）
- ブラック・アズ・ナイト
- ブルータリスト（ハリー・ヴァン・ビューレン〈ジョー・アルウィン〉）
- ブルー・ストーリー
- プレイヤーズ：本気の恋、始めます！（リトル〈ジョエル・コートニー〉）
- フロム・ダスク・ティル・ドーン（スコット・フラー）※Netflix版
- 僕のワンダフル・ライフ
- ボヘミアン・ラプソディ（ライヴエイド・スタッフ）
- MEG ザ・モンスター（新郎[20]）
- モンスターハンター（操縦士[21]）
- ライ麦畑で出会ったら（ジェイミー〈アレックス・ウルフ〉）
- 乱気流/タービュランス ※VOD版
- ランペイジ 巨獣大乱闘（ギャリック〈ユライア・フェイバー〉[22]）
- ワイルド・スピード/スーパーコンボ（CIA3[23]）

#### ドラマ
- アウターバンクス（JJ）
- アナザー・ライフ（オリバー）
- アレクサ&ケイティ
- 暗黒と神秘の骨（マルイェン（マル）・オレツェフ〈アーチー・ルノー〉）
- アンビリーバブル たった1つの真実（タイ、レミ）
- 今、私たちの学校は…（ミョンファン）
- ウィザード: アルカディア物語
- ウォーキング・デッド: ワールド・ビヨンド（パーシー）
- エイリアニスト
- GOTHAM/ゴッサム4
- このサイテーな世界の終わり
- THE IDOL/ジ・アイドル[24]
- 静かなる海（チェ・ジュンヒョン）
- Julie and the Phantoms（アレックス〈オーウェン・ジョイナー〉）
- ショット・イン・ザ・ダーク
- SUITS/スーツ6
- ディキンスン 〜若き女性詩人の憂鬱〜 シーズン3
- デイブレイク 〜世界が終わったその先で〜（ジョシュ）
- Trying 〜親になるステップ〜
- ニュー・アムステルダム 医師たちのカルテ
- ピースメイカー（ジュードーマスター〈ニャット・リー〉[25]）
- 100 オトナになったらできないこと
- 病院船 〜ずっと君のそばに〜（チャ・ジュニョン〈キム・インシク〉）※テレビ東京版
- FAMOUS IN LOVE
- フォー・オール・マンカインド
- フォーガットン・アーミー（アマール）
- ブラックライトニング シーズン3
- ホークアイ（クーパー・バートン、男性警備員、ウィリアム、アンナの夫）
- ホワイトライン（アクセル・コリンズ）
- ホント無理だから（サム〈ヨンジェ〉）
- 魔女たちの楽園 〜二度なき人生〜（ナ・ヘジュン〈クァク・ドンヨン〉）
- 欲望は止まらない！（ブリック・アームストロング、リック）
- レイヴン 〜少女とポニーの物語〜2（アレックス）
- 恋慕

#### テレビ番組
- ザ・ジレンマ: もうガマンできない?!（ハリー）
- プロジェクト・ランウェイ15（ブリク）
- ワッフルとモチ（ビジー）

#### アニメ
- 紅き大魚の伝説
- アダムス・ファミリー2 アメリカ横断旅行!（バスタブ男[26]）
- 映画マイリトルポニー プリンセスの大冒険（コードレッド 他）
- カルメン・サンディエゴ（ザック）
- グリッチ・テックス（ミッチ）
- ジャングル・ビート
- シーラとプリンセス戦士（カイル）
- スター・ウォーズ: バッド・バッチ（ケイレブ・デューム）
- ストロベリー・ショートケーキとベリー 沼の怪物（ハックルベリー・パイ）
- ドラゴン王子3
- トロールハンターズ：アルカディア物語（スティーブ）
- トロールハンターズ：ライジング・タイタンズ
- ハービー・ガールズ・フォーエバー!（フレド）
- パラダイス警察（ケヴィン・クロフォード）
- マイリトルポニー: 新しい世界（スプラウトクローバーリーフ）
- ミッシング・スリー: アルカディア物語（スティーブ）
- ミラキュラス レディバグ&シャノワール（ミスター・XY）
- 弱虫スクービーの大冒険

### ラジオ
※はインターネット配信。
- ラジオ ヴァンガードG NEXT（2016 - 2017年、ラジオ大阪・HiBiKi Radio Station※）[27]
- ラジオ ヴァンガードG Z（2017年 - 2018年、ラジオ大阪・HiBiKi Radio Station※）[28]

## ディスコグラフィ

### キャラクターソング
| 発売日         | 商品名           | 歌                                                                                         | 楽曲                 | 備考                     |
| -------------- | ---------------- | ------------------------------------------------------------------------------------------ | -------------------- | ------------------------ |
| 2019年12月25日 | メギド72 -songs- | フラウロス（宮下栄治）、アイム（関根明良）、シトリー（関根明良）、ヒュトギン（バトリ勝悟） | 「カタチを成す想い」 | ゲーム『メギド72』関連曲 |

| 発売日        | 商品名                                 | 歌                                                                               | 楽曲          | 備考                                         |
| ------------- | -------------------------------------- | -------------------------------------------------------------------------------- | ------------- | -------------------------------------------- |
| 2018年7月25日 | カードファイト!!ヴァンガードGZ DVD-BOX | 新導クロノ（石井マーク）、東海林カズマ（バトリ勝悟）、明日川タイヨウ（桑島法子） | 「Believin'」 | アニメ『カードファイト!!ヴァンガード』関連曲 |

### シリーズ一覧
1. ↑  第1シーズン（2024年）、第2シーズン（2025年）

### 初出話一覧
1. ↑  第4話初出
2. ↑  第20話初出
3. ↑  第5話初出
4. ↑  第1話初出
5. ↑  第12話初出
6. ↑  第3話初出
7. ↑  第17話初出
8. 1 2  第7話初出